# Епархия Лас-Крусеса
Епархия Лас-Крусеса (лат. Dioecesis Las Cruces) — епархия Римско-Католической церкви в городе Лас-Крусес, штат Нью-Мексико, США. Епархия Лас-Крусеса входит в митрополию Санта-Фе. Кафедральным собором епархии Лас-Крусеса является Собор Непорочного Сердца Марии.

## История
17 августа 1982 года Римский папа Иоанн Павел II издал буллу Postulat munus, которой учредил епархию Лас-Крусеса, выделив её из архиепархии Санта-Фе.

## Ординарии епархии
- епископ Рикардо Рамирес[англ.] (17.08.1982 — 10.01.2013)
- епископ Оскар Кэнти[англ.] (10.01.2013 — 11.07.2018) — назначен епископом-коадъютором, позднее епископом Сан-Хосе
- епископ Питер Балдаккино[англ.] (с 15.05.2019)

## Источник
- Annuario Pontificio, Libreria Editrice Vaticana, Città del Vaticano, 2003, ISBN 88-209-7422-3
- Булла Postulat munus